# Aritranis buccata
Aritranis buccata là một loài tò vò trong họ Ichneumonidae.